# Pod Mijo - melišča
Pod Mijo - melišča este o arie protejată (arie specială de conservare — SAC, sit de importanță comunitară — SCI) din Slovenia întinsă pe o suprafață de 37,22 ha, integral pe uscat.

## Localizare
Centrul sitului Pod Mijo - melišča este situat la coordonatele 46°14′04″N 13°29′45″E / 46.2345°N 13.4959°E.

## Înființare
Situl Pod Mijo - melišča a fost declarat sit de importanță comunitară în aprilie 2004 pentru a proteja un număr necunoscut de specii din flora spontană și fauna sălbatică aflate în arealul zonei. Situl a fost protejat și ca arie specială de conservare în februarie 2012.

## Biodiversitate
Situată în ecoregiunea alpină, aria protejată conține 2 habitate naturale: Grohotișuri medio-europene calcaroase, de la nivel colinar și montan, Păduri ilirice de Fagus sylvatica (Aremonio-Fagion).
La baza desemnării sitului se află un număr nedeclarat de specii protejate.